# Винник, Пётр Фёдорович
Пётр Фёдорович Винник (1917—1944) — участник Великой Отечественной войны, старшина роты 509-го стрелкового полка (236-я стрелковая дивизия, 46-я армия, Степной фронт), старшина. Герой Советского Союза.

## Биография
Родился в 1917 году в с. Танюшевка, ныне Новопсковского района Луганской области, в семье крестьянина. Русский.
Получил среднее образование.
В Красной Армии с 1939 года. Участник Великой Отечественной войны с июня 1941 года.
Старшина роты 509-го стрелкового полка старшина Пётр Винник в ночь на 26 сентября 1943 года в числе первых преодолел реку Днепр у села Сошиновка (Верхнеднепровский район Днепропетровской области). Когда выбыл из строя командир, Винник принял командование взводом. Проявил мужество и героизм в боях за плацдарм. Короткими перебежками приблизился к дзоту, мешавшему продвижению взвода, и 3 гранатами подавил его огонь. Взвод захватил выгодную позицию на правом берегу и удерживал её до подхода других подразделений.
В последующих боях был тяжело ранен в голову. Умер 18 апреля 1944 года в хирургическом полевом подвижном госпитале № 5147. Похоронен в селе Кучурган (Раздельнянский район, Одесская область).

## Награды
- Звание Героя Советского Союза присвоено 22 февраля 1944 года.
- Награждён орденами Ленина и Красной Звезды, а также медалями.